# Умман-манда
Умман-манда (аккад. 𒂟𒌋𒌋𒁕 «орда неизвестно откуда») — собирательный термин, использовавшийся во 2—1 тысячелетиях до нашей эры в Месопотамии в отношении несемитских и нешумерских народов, проживавших к северу и северо-востоку от региона. В 1-м тысячелетии до нашей эры этот термин обозначал киммерийцев и/или мидян.

## История
Имя «Умман-манда» прилагалось ко всем северным кочевникам. В VII в. до н. э. придавалось киммерийцам и Теушпе при Асархаддоне, Дугдамме — в царствование Ашурбанипала. Надпись Набонида называет этим именем мидийского царя Астиага. Киаксар в одном и том же документе (в Хронике Гедда) называется то по имени (Умакиштар), то как вождь Умман-манда. По мнению Б. Б. Пиотровского, это означает, что Киаксар командовал объединенными силами мидян и скифов.
На Древнем Ближнем Востоке в разных контекстах так называли хурритов, эламитов, мидян, киммерийцев и скифов. Родина Умман-Манда, по-видимому, находится где-то от Центральной Анатолии до северной или северо-восточной Вавилонии — возможно, в том, что позже стало известно как Митанни, Манна или Мидия. Залути — чье имя, кажется, имеет индоиранскую этимологию, — упоминается как лидер Умман-манды. Его даже предлагают отождествить с Салитисом, основателем гиксосов, пятнадцатой династии Египта.
Основным литературным источником является так называемая Кутейская легенда о Нарам-Суэне — сочинение, повествующее о царе Агаде (Аккада) Нарам-Суэне, жившем в третьем тысячелетии до нашей эры, и его борьбе против Умман-манды. Как литературный топос, Умман-манда представляет собой социокультурный феномен с сильной теологической основой: Умман-манда созданы богами и вызваны со своей родины на северо-восточной границе Месопотамии главным богом, будь то Энлиль, Мардук или Ашшур для какой-то конкретной работы по разрушению; поскольку это разрушение предопределено богом, люди бессильны остановить его и фактически им запрещено вмешиваться; когда разрушение будет завершено, сами боги уничтожат Умман-манду. В литературном топосе Умман-манда — враг цивилизации. Вопрос о том, кем были изначальные Умман-манда, остается загадкой. Однако в надписи на Цилиндре Кира говорится, что Умман-манда были покорены Киром Великим и, следовательно, стали частью империи Ахеменидов незадолго до того, как он захватил Вавилон в 539 г. до н. э. Согласно Цилиндру Кира: «Кир, царь Аншана […], заставил землю Гутиум и всю Умман-манду смиренно склониться к его ногам».
Борис Тураев считал Астиага царем умманмандов.

## Умман-манда и индоиранцы
Немецкий ассириолог Ф. Корнелиус предложил индоевропейскую этимологию некоторых терминов и имён в аккадской легенде «О Нарам-Суэне и вражеских ордах». J. Westenholz, издатель критического комментированного издания аккадских текстов о Саргоне и Нарам-Суэне со своим переводом, несмотря на определенный скептицизм относительно этимологий Корнелиуса, в целом соглашается с тем, что под умман-манда аккадцы понимали кочевников с дальнего севера, умеющих хорошо обходиться с лошадьми. J. Westenholz также упоминает, что в начале 2-го тысячелетия до н. э. термин манда для обозначения определенной этнической группы появляется в старовавилонских текстах и табличках из Мари (начало II тыс. до н. э.). По мнению российского филолога А. А. Немировского, во II—I тыс. до н. э. термин умман-манда используется в месопотамской литературе для обозначения северных племён, говорящих на индоиранских языках. Так, во II тыс. до н. э. умман-манда — это одно из названий жителей государства Митанни, управлявшегося индоарийской династией. В I тыс. до н. э. так называют скифов, киммерийцев, мидян и другие ираноязычные народы. Ещё Э. Форрер (1922) связывал с умман-манда слова индоиранского происхождения из источников XIV века до н. э.: коневодческую терминологию в трактате Киккули из Митанни и имена богов из договора между хеттским царём Суппилулиумой I и митаннийским царём Мативаца. Однако, данная точка зрения не получила общего признания, поскольку ни в одном из этих источников умман-манда прямо не упоминаются.

## Кутейская легенда и архаические индоевропейцы
Кутейская легенда (или Легенда о Нарам-Суэне и вражеских ордах) — это произведение месопотамской литературы, в которой рассказывается о вторжении на Ближний Восток загадочных северных варваров во времена аккадского царя Нарам-Суэна (2237—2200 годы до н. э.). Тексты легенды дошли до нас в различных версиях, самые ранние из которых датируются старовавилонским периодом (XX—XVI века до н. э.).
Плохо сохранившаяся старовавилонская версия Кутейской легенды (MLC 1364) обозначает врага как «хариев». Другой литературный текст о Нарам-Суэне, названный «Десятая битва», относится к тому, как Нарам-Суэн сражался с «Ашбананой, главой хариев» (Aš-ba-na-na SAG ḫa-ri-a-am). Вестенхольц предположил, что имя Ашбанана имеет похожее звучание с именем Анубанини — царя луллубеев с гор Загрос. Среди ассириологов нет единства относительно того, какое именно племя является главным противником Нарам-Суэна в легенде. Oliver Gurney полагает, что это — умман-манда, а J. Westenholz считает противниками хариев. По мнению J. Westenholz, слово «харий» в аккадском используется среди терминов со значением «степной кочевник». Упоминание о «хариях» в аккадских легендах относится уже ко времени Саргона Древнего (2316—2261 годы до н. э.). Приписываемое ему письмо из Ниппура, содержащая трудные для понимания разрозненные фразы, говорит о хариях в таком контексте: «Кочевники распространяются по степи. Вождь хариев. Степная страна, населённая привидениями. Мать народа. Родовые кланы». Харии — степные кочевники из какой-то далёкой опасной страны. В легенде о временах Нарам-Суэна (2237—2200 годы до н. э.), внука Саргона, харии упомянуты вместе с умман-манда как страшные варварские народы, непобедимые в бою, созданные богами специально, чтобы наказать царей Шумера и Аккада за нечестие. Впервые с умман-манда столкнулся ещё полулегендарный шумерский царь Эн-Меркар (около 2700 года до н. э.): «Люди с телами куропаток, племя с лицами воронов, великие боги создали их, на земле, созданной богами, был их город, Тиамат выкормила их, их прародительница Белет-Или сделала их прекрасными … семь царей, братья, сияющие красотой». Варвары были настолько непохожи на жителей Двуречья, что Нарам-Суэн подсылает к ним лазутчика с кинжалом, чтобы ранить кого-то из них и проверить, течёт ли у них в жилах кровь. Убедившись, что враги — из плоти и крови, Нарам-Суэн выступает в поход против хариев/умман-манда. Первоначально война идет для аккадцев неудачно. Описывается фантастическое по масштабу вторжение вражеских орд на Ближний Восток: они разорили Малую Азию, Элам, дошли до острова Дильмун (Бахрейн), захватили Шумер, Маган и Мелухху (Ирак, Оман, иранское побережье Персидского залива или даже Индскую цивилизацию): «Они рассеяли армии Верхнего моря, и достигли земли гутиев; они рассеяли армии гутиев и достигли Элама; они рассеяли армии Элама и достигли равнин; они убили тех, кто охранял переправу, сбросив их в море. Жителей Дильмуна, Магана, Меллухи в середине Нижнего моря, всех без остатка, они истребили». Характеристика врагов Нарам-Суэна противоречива: с одной стороны, они напоминают привидения, с другой — подчёркивается их внешняя красота, полученная от богини. Их «плацдарм» локализуется где-то в районе Армянского нагорья, к востоку от малоазийского города Пурусханда, но при этом они связаны со степными равнинами на дальнем Севере. В конце концов Нарам-Суэну удается победить врагов, но заканчивается легенда «пацифистским» поучением: Нарам-Суэн вынужден заключить мир, поскольку умман-манда и (х)арии созданы богами для наказания людей, и война с этими племенами воспринимается как непокорность божественной воле.
Интерпретация Кутейской легенды представляет серьезные трудности. Прежде всего, неясно значение термина умман-манда применительно к событиям III тыс. до н. э. Как отмечает А. Немировский, «источники самого III тыс. до н.э. не употребляют термин «умман-манда». В документах II тыс. до н. э. (когда и был составлен текст Кутейской легенды) можно выделить 3 основных значения этого понятия.  А. Немировский полагает, что термин умман-манда использовался для обозначения: «1) некоего реального или вымышленного варварского народа дальнего Севера, столкновения с которым приписывались древним Эн-Меркару и Нарам-Сину, 2) современных носителям термина групп населения, распространенных на Верхнем Евфрате и в смежных регионах и, видимо, соотносимых с переднеазиатскими ариями; 3) в архаизирующем эмфатическом употреблении — как обозначение «варварских» пришельцев, вторгшихся с Северного Кавказа». Согласно Немировскому, первичным является второе значение термина, возникшего в начале II тыс. до н. э. как этноним для переднеазиатских ариев (манда). Составители вавилонских текстов применяли этот термин в общем смысле и «к другим общностям (в т. ч. к легендарным северным варварам далекого прошлого) по ассоциации или в силу представлений о том, что они родственны указанным «манда». В Кутейской легенде содержится представление, что в древние времена шумерских династий и династии Аккада (ок. 2750-2250 гг. до н. э.) «где-то далеко на севере обитала некая варварская общность». Именно к этой общности составители вавилонских композиций о Нарам-Суэне применили термин умман-манда, очевидно, предполагая, что эти древние варвары могут быть родственны современным им манда.  В самом обобщенном смысле слово умман-манда используется для обозначения отрядов варварских народов, чья родина лежит где-то у северной окраины мира, в регионах за Армянским нагорьем, «иными словами, при Кавказе». Как отмечает Немировский, «следует добавить к перечню известных макрорегионов месопотамской картины мира (старовавилонского и последующих периодов) крайний северный, за-наирийский макрорегион, пришельцев откуда (и ассоциируемые с ними образования) и могли именовать «умман-манда». По мнению Немировского, позднемайкопско-новосвободненская культурная традиция и ближайшие потомки ее носителей по своей датировке, географическому положению, вероятной (хотя бы частичной) индоевропейской этничности, использованию некоторых месопотамских артефактов и мотивов представляются хорошими предварительными кандидатами на соотнесение с древними «умман-манда» времен Эн-Меркара — Нарам-Суэна, упоминающимися в клинописных сочинениях II—I тыс. до н. э.